# Cyril Dessel
Cyril Dessel (Rive-de-Gier, Loire, 29 de noviembre de 1974) es un ciclista francés que compitió como profesional entre los años 2000 y 2011.

## Trayectoria
Hizo su debut en 1999 como stagiaire en el Casino-Ag2r para dar el salto al profesionalismo en 2000, cuando fichó por el Jean Delatour. Más tarde pasó por el Phonak, para acabar volviendo en 2005 al equipo donde se inició como stagiaire, llamado en ese momento Ag2r Prévoyance. Sería el equipo en el que correría hasta su retirada en 2011, cuando el nombre ya había cambiado a Ag2r La Mondiale. 
En 2006, ganó el Tour del Mediterráneo. Ese mismo año, en el Tour de Francia, terminó segundo en la décima etapa por detrás del granadino Juan Miguel Mercado, ello le sirvió situarse como líder de la clasificación general, así como de la montaña. No obstante, solo pudo vestir el maillot amarillo de líder durante un día, ya que tras la etapa 11 sería Floyd Landis quien lo ostentase. Finalmente, Dessel terminó esa edición como 6.º en la general. En 2008, ganó la 16.ª etapa del Tour de Francia al culminar con éxito una escapada en la que superó a sus compañeros David Arroyo, Yaroslav Popovych y Sandy Casar.
En 2008 participó en los Juegos Olímpicos de Pekín, aunque no terminó la carrera.

## Palmarés
2000
- GP Ost Fenster

2004
- 2.º en el Campeonato de Francia en Ruta

2006
- Tour del Mediterráneo, más 1 etapa
- Tour de l'Ain, más 1 etapa

2008
- 1 etapa de los Cuatro Días de Dunkerque
- 1 etapa de la Volta a Cataluña
- 1 etapa de la Dauphiné Libéré
- 1 etapa del Tour de Francia

## Resultados en Grandes Vueltas y Campeonatos del Mundo
| Carrera         | Carrera         | 2000 | 2001 | 2002  | 2003 | 2004 | 2005 | 2006 | 2007 | 2008 | 2009 | 2010 | 2011 |
| --------------- | --------------- | ---- | ---- | ----- | ---- | ---- | ---- | ---- | ---- | ---- | ---- | ---- | ---- |
|                 | Giro de Italia  | —    | —    | —     | —    | —    | —    | —    | —    | —    | —    | —    | 99.º |
|                 | Tour de Francia | —    | —    | 113.º | —    | —    | —    | 6.º  | Ab.  | 26.º | Ab.  | —    | —    |
|                 | Vuelta a España | 99.º | —    | —     | Ab.  | —    | —    | Ab.  | —    | —    | —    | —    | 60.º |
| Mundial en Ruta | Mundial en Ruta | —    | —    | —     | —    | Ab.  | —    | 70.º | —    | —    | —    | —    | —    |

—: no participa

Ab.: abandono

## Reconocimientos
- 3.º en la Bicicleta de Oro Francesa (2006, 2008)

## Equipos
- Jean Delatour (2000-2002)
- Phonak (2003-2004)
- Ag2r La Mondiale (2005-2011)